# April Wine
April Wine – kanadyjski zespół rockowy, założony w 1969 roku w Halifax.

## Historia
Zespół został założony w 1969 roku w Halifax przez braci Henmanów: Davida (gitara) i Ritchiego (perkusja) oraz ich kuzyna Jima (bas). Do zespołu dołączył także wokalista Myles Goodwyn, który stał się również głównym autorem tekstów. Nazwa zespołu została wybrana ze względu na ładne brzmienie. W następnym roku muzycy przeprowadzili się do Montrealu, aby nagrać swój debiutancki album dla Aquarius Records. Jesienią 1971 roku zespół opuścił Jim Henman, a zastąpił go Jim Clench.
Na drugim albumie pt. On Record muzycy zamieścili cover Hot Chocolate – „You Could Have Been a Lady”, który stał się przebojem w Kanadzie. Przed nagraniem trzeciego albumu pt. Electric Jewels (1973) braci Henmanów zastąpili Gary Moffet i Jerry Mercer. W tym okresie zespół rozpoczął koncertowanie z szerokim wykorzystaniem pirotechniki. Charakterystyczny był również fakt, że grupa koncertowała po całym kraju, a nie tylko w większych miastach, co przyczyniło się do wzrostu jej popularności. W 1975 roku ukazał się album Stand Back, który sprzedał się w liczbie ponad stu tysięcy egzemplarzy, a w Kanadzie zyskał status podwójnej platyny. W tym okresie Clench opuścił zespół.
Wydanie albumu The Whole World's Goin' Crazy z 1976 roku było przełomowym wydarzeniem w historii kanadyjskiej muzyki rozrywkowej. Był to pierwszy kanadyjski album, który pokrył platyną w dniu premiery; ponadto promująca go trasa koncertowa jako pierwsza w historii kanadyjskiej muzyki przyniosła zysk przekraczający milion dolarów. Następny album – Forever for Now z 1977 roku – również uzyskał status platynowej płyty. Ponadto w kwietniu tegoż roku grupa otwierała koncert El Mocambo z niespodziewanym występem The Rolling Stones. Latem natomiast do zespołu dołączył Brian Greenway (gitara, wokal, harmonijka), co pozwoliło Goodwynowi na grę na instrumentach klawiszowych podczas koncertów oraz ustaliło trio gitarowe na wzór Lynyrd Skynyrd, Molly Hatchet i The Eagles, co stało za charakterystycznym brzmieniem zespołu w następnych latach. W 1978 roku ukazał się album First Glance, który uzyskał status złotej płyty w Stanach Zjednoczonych. Pochodząca z niego piosenka pt. „Roller” byłą pierwszą, która dostała się do czołowej czterdziestki zestawienia Hot 100. W tym samym roku April Wine stanowił support podczas tournée The Rolling Stones w 1978 roku. Album Harder … Faster z 1979 roku pokrył się platyną w Kanadzie i złotem w Stanach Zjednoczonych.
W 1981 roku wydano album The Nature of the Beast, który sprzedał się w ponad milionie egzemplarzy w Stanach Zjednoczonych, a w Kanadzie uzyskał status podwójnej platyny. Piosenka „Just Between You and Me” stała się przebojem w Kanadzie i Stanach Zjednoczonych. Zespół koncertował w Stanach Zjednoczonych i Europie z towarzyszeniem Styx, Rush i Journey. Intensywna trasa koncertowa spowodowała krótkotrwałe zawieszenie działalności.
Album Power Play uzyskał status platynowego albumu dzięki piosence „Enough Is Enough”, którą grupa wkroczyła w erę MTV. Następnie Goodwyn przeprowadził się na Bahamy, co przyspieszyło rozpad zespołu. Oficjalne rozwiązanie nastąpiło po trasie koncertowej promującej album Animal Grace, jednak zobowiązania kontraktowe spowodowały, że Goodwyn i Greenway nagrali w 1985 roku album Walking Through Fire. Następnie muzycy bez większego powodzenia skupili się na karierach solowych.
W 1992 roku grupa w składzie: Goodwyn. Greenway, Mercer, Clench i gitarzysta Steve Segal zjednoczyła się, aby udzielić trasy koncertowej w Stanach Zjednoczonych i Kanadzie. W 1993 roku wydano album studyjny pt. Attitude, który uzyskał w Kanadzie status złotej płyty. Zespół nagrał dwa albumy w latach 90. i kolejne dwa w latach 2000. Na początku XXI wieku muzycy grali około sto koncertów rocznie w Stanach Zjednoczonych i Kanadzie.

## Nagrody
Zespół był jedenastokrotnie nominowany do nagrody Juno, w tym siedem razy w kategorii Grupa roku, jednak nigdy nie wygrał nagrody. April Wine wygrał nagrodę Félix dla najbardziej znanego wykonawcy z prowincji Québec. W 2008 roku włączono zespół do East Coast Music Hall of Fame, a rok później do Canadian Music Industry Hall of Fame za całokształt twórczości. W 2010 roku został wcielony do Canadian Music Hall of Fame.

## Członkowie zespołu
- Myles Goodwyn – wokal, gitara, instrumenty klawiszowe
- Brian Greenway – gitara
- Richard Lanthier – gitara basowa
- Roy Nichol – perkusja
- Marc Parent – gitara

## Dyskografia

### Albumy studyjne
- April Wine (1971)
- On Record (1972)
- Electric Jewels (1973)
- Stand Back (1975)
- The Whole World's Goin' Crazy (1976)
- Forever for Now (1977)
- First Glance (1978)
- Harder … Faster (1979)
- The Nature of the Beast (1981)
- Power Play (1982)
- Animal Grace (1984)
- Walking Through Fire (1986)
- Attitude (1993)
- Frigate (1994)
- Back to the Mansion (2001)
- Roughly Speaking (2006)

### Albumy koncertowe
- April Wine Live (1974)
- Live at the El Mocambo (1977)
- In Concert (1980)
- Live in London (1981)
- Live from Central Park (1982)
- One for the Road (1985)
- From the Front Row … Live! (2004)
- Live in London (2009)

### Kompilacje
- Greatest Hits (1979)
- The Best of April Wine Rock Ballads (1981)
- King Biscuit Flower Hour (1981)
- All the Rockers (1987)
- The Hits (1987)
- The First Decade (1989)
- Oowatanite (1990)
- Rock Ballads (1990)
- The April Wine Collection (1991)
- Champions of Rock (1996)
- Back to Back Hits (1996)
- King Biscuit Flower Hour Presents… April Wine (1999)
- Rock Champions (2000)
- Classic Masters (2002)
- Best of April Wine (2003)
- Greatest Hits Live 2003 (2003)
- April Wine Rocks! (2006)
- The Hard & Heavy Collection (2009)
- The Best of April Wine Rock Ballads (2009)
- Classic Album Set (2016)